# Malá kotlina
Malá kotlina (Malý kotel) je karoid v Hrubém Jeseníku, ležící na jihovýchodním svahu Velkého Máje. Je menší obdobou známější Velké kotliny, na rozdíl od ní ale nebyla modelována ledovcem. Byla vyhlášena přírodní rezervací, od roku 1990 je součástí Národní přírodní rezervace Praděd. V horní části Malé kotliny byla v minulosti vysázena v Jeseníkách nepůvodní borovice kleč, díky které přestaly padat laviny. Ekosystém Malé kotliny je ale na lavinách závislý - bez nich by se zde neudrželo bezlesí a s ním spousta ohrožených druhů rostlin a na ně vázaných živočichů. Po sanačních zásazích (kácení kleče) se sjíždění lavin obnovilo a kotlině se vrací její původní charakter. Pozoruhodný je především výskyt řady druhů ohrožených rostlin - mj. kropenáč vytrvalý, upolín evropský, tučnice atp.